# 本特希爾斯 (紐約州)
本特希爾斯（英語：Burnt Hills）是位於美國紐約州薩拉托加縣的非建制地區。

## 歷史
本特希爾斯的郵局自1829年營運至今。

## 地理
本特希爾斯所處的海拔為高於海平面124米（即407英呎），而該地所採用的時區為UTC-5，即北美东部时区（EST）。同時該地設有夏令時間，為UTC-5調快一小時，即UTC-4（EDT）。